# Getteröverket

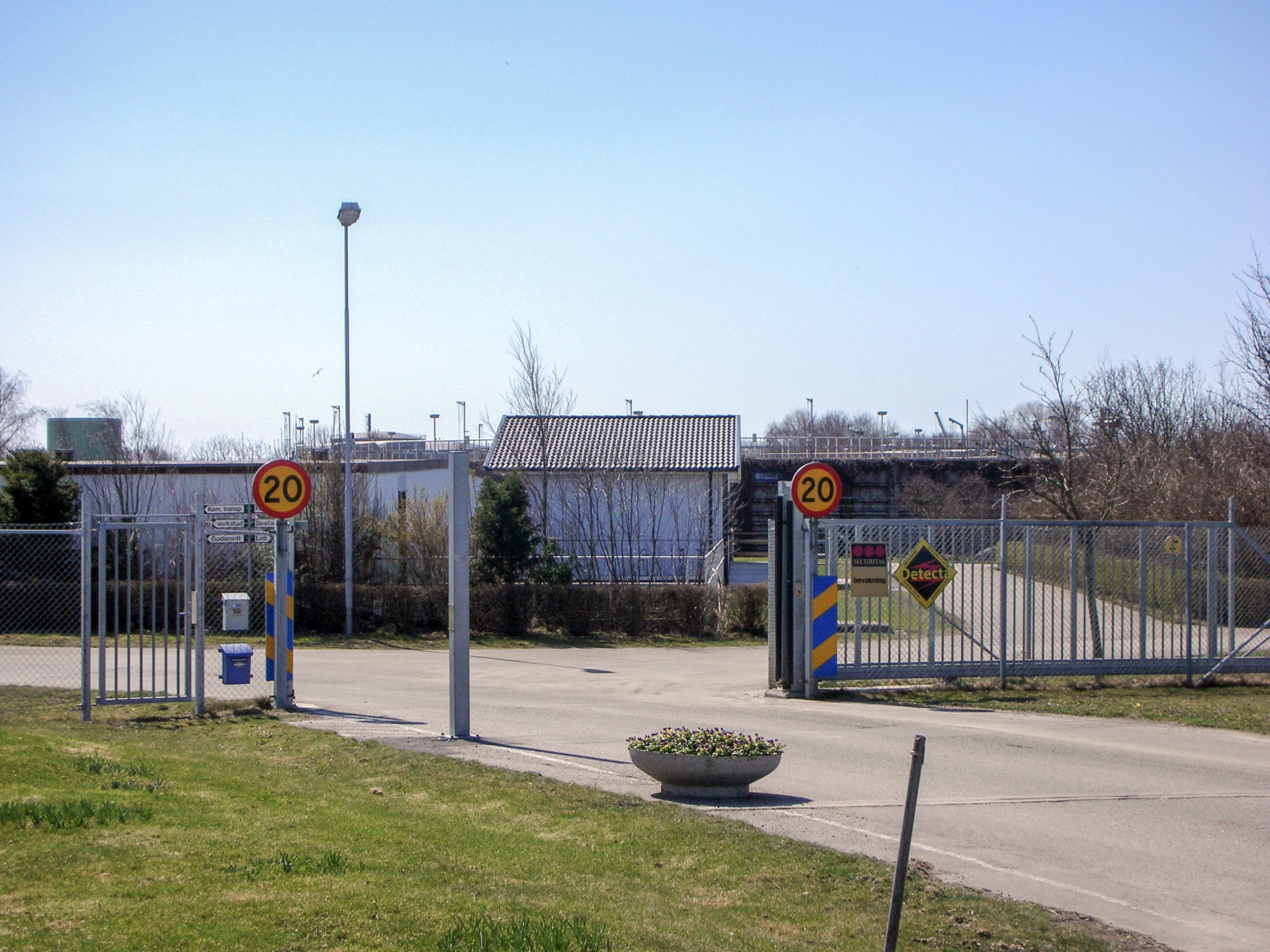
Infarten till Getteröverket.

Getteröverket är ett reningsverk på den landtunga som förbinder Getterön med fastlandet strax norr om Varberg, Hallands län, Sverige. Verket renar avloppsvatten från Varbergs centralort med omgivningar.

## Produktion av biogas
Det rötslam som avskiljs från avloppsvattnet rötas i rötkammare, varvid biogas bildas. Getteröverket värms upp med en del av denna biogas. Resterande gas förbränns på platsen och kommer inte till användning. I framtiden ska denna gas användas som bränsle, i samarbete mellan Varberg Energi (ägt av Varbergs kommun) och Scandinavian Biogas Fuels AB. En anläggning för att kunna ta emot externt material för rötning ska byggas. Utvidgningen av Getteröverket godkändes av Länsstyrelsen i Hallands län 2009.
Produktionen av biogas kommer att omfatta 2-3 GWh.